# كاثرين روس
كاثرين جوليت روس (مواليد 29 يناير 1940) ممثلة أمريكية، تألقت في ثلاثة من أكثر الأفلام شعبية في الستينات والسبعينيات القرن الماضي، حصلت عام 1968 على جائزة جولدن غلوب وغولدن لوريال عن فيلم الخريج 1967. وجائزة بافتا عام 1971 عن فيلم بوتش كاسيدي وساندانس كيد 1969. وجائزة سكرول 1976 عن فيلم
زوجات ستبفورد 1975. وجائزة غولدن غلوب عام 1977 عن فيلم رحلة الملعون 1976. وجائزة غولدن بوت عام 1990.

## نشأتها
ولدت كاثرين لأب يعمل بالبحرية الأمريكية، وكان كثير التنقل ومعه كاثرين، التي أنهت دراستها الثانوية في مدرسة لاس لوماس في وولنت كريك عام 1957 ثم إلتحقت بكلية ديابلو فالى حيث تعلمت التمثيل وإنتقلت إلى سان فرانسيسكو حيث عملت بورشة للتمثيل، ثم عملت في البداية في التليفزيون وساعدها جمالها الطبيعى على الاشتراك في كثير من الأعمال، وكان أول أفلامها السينمائية مع جيمس ستيوارت عام 1965 ثم بدأت رحلتها للنجومية في عام 1967 بفيلم Games وفيلم The Graduate ثم قدمت العديد من الافلام العادية حتى عام 1975 حيث قدمت أحد أفلامها قوية The Stepford Wives وفي عام 1978 قدمت فيلم The Betsy ثم عادت مرة أخرى للتليفزيون وقدمت عدة مسلسلات منها The Colbys(85-1987).

## حياتها الشخصية
تزوجت كاثرين خمسة زوجات، أول زواج كان من الممثل جويل فابياني والثانى من خارج الوسط الفنى جون ماريون والثالث كان المصور والكاتب كونراد هال والرابع كان من الممثل والمنتج ومساعد المخرج غايتانو ليزي والخامس سام إليوت ولها منه طفله.

## روابط خارجية
- كاثرين روس على موقع IMDb (الإنجليزية)
- كاثرين روس على موقع الموسوعة البريطانية (الإنجليزية)
- كاثرين روس على موقع روتن توميتوز (الإنجليزية)
- كاثرين روس على موقع ألو سيني (الفرنسية)
- كاثرين روس على موقع تيرنر كلاسيك موفيز (الإنجليزية)
- كاثرين روس على موقع أول موفي (الإنجليزية)
- كاثرين روس على موقع قاعدة بيانات الأفلام السويدية (السويدية)
- كاثرين روس على موقع إن إن دي بي (الإنجليزية)
- كاثرين روس على موقع قاعدة بيانات الفيلم (الإنجليزية)
- كاثرين روس على موقع كينوبويسك (الروسية)